# Codex Modena
Le Codex Modena, (Modène, Bibliothèque Estense, α.m.5,24) souvent désigné par le sigle Mod A, est un manuscrit italien de musique médiévale du début du XVe siècle. Le manuscrit est l'une des sources les plus importantes de l'ars subtilior. Il est conservé à la Bibliothèque Estense de Modène.
L'origine précise du Codex Modena est controversée, Pavie, Milan, Pise et Bologne étant toutes proposées. La propriété du livre par la Bibliothèque Estense n'est clairement établie qu'au début du XIXe siècle, bien qu'un catalogue de 1495 de la bibliothèque de la maison d'Este à Ferrare puisse s'y référer. Il fut redécouvert par le philologue Antonio Cappelli en 1868.
Si l'on exclut les pages volantes et les ajouts modernes, le Codex Modena comprend 51 folios en parchemin divisés en cinq rassemblements. Les premier et dernier rassemblements sont décorés dans un style plus simple que les rassemblements centraux et contiennent surtout des œuvres de Matteo da Perugia, tandis que les trois rassemblements du milieu contiennent des œuvres d'un groupe plus varié de compositeurs de la tradition de l'ars subtilior et du trecento italien.

Gais et jolis de Guillaume de Machaut.

Le manuscrit contient 100 pièces, toutes polyphoniques, principalement de compositeurs français et italiens. Bien que le codex contienne certaines œuvres religieuses, dont 12 mouvements de messe, la plupart des textes et des formes y sont profanes, comme des ballades, des rondeaux, des virelais et des ballatas. La plupart des compositions contiennent les rythmes complexes de l'ars subtilior. En dépit de ses origines présumées italiennes, de nombreuses pièces ont des textes en français. La plupart des compositions du Codex Modena date des environs de 1380-1420. Beaucoup d'œuvres de Matteo da Perugia ont été ajoutées plus tard.
Le Codex Modena est la source la plus importante des compositions de Matteo da Perugia, contenant trente œuvres complètes et deux parties uniques qui lui sont attribuées. Il contient également de multiples œuvres des compositeurs Antonello da Caserta, Antonio Zacara da Teramo, Philippoctus de Caserta, Jacob Senleches, Guillaume de Machaut, Bartolino da Padova, Bartolomeo da Bologna, Johannes Ciconia, Conradus de Pistoria, Egardus, Magister Egidius Augustinus, Johannes de Janua, Matheus de Sancto Johanne, et Andreas Servorum.